# Шахматная олимпиада 2014
41-я шахматная олимпиада, организованная ФИДЕ, проходила в Тромсё с 1 по 14 августа 2014 года. В открытом турнире впервые в своей истории золото выиграли китайские шахматисты.

## Общая информация

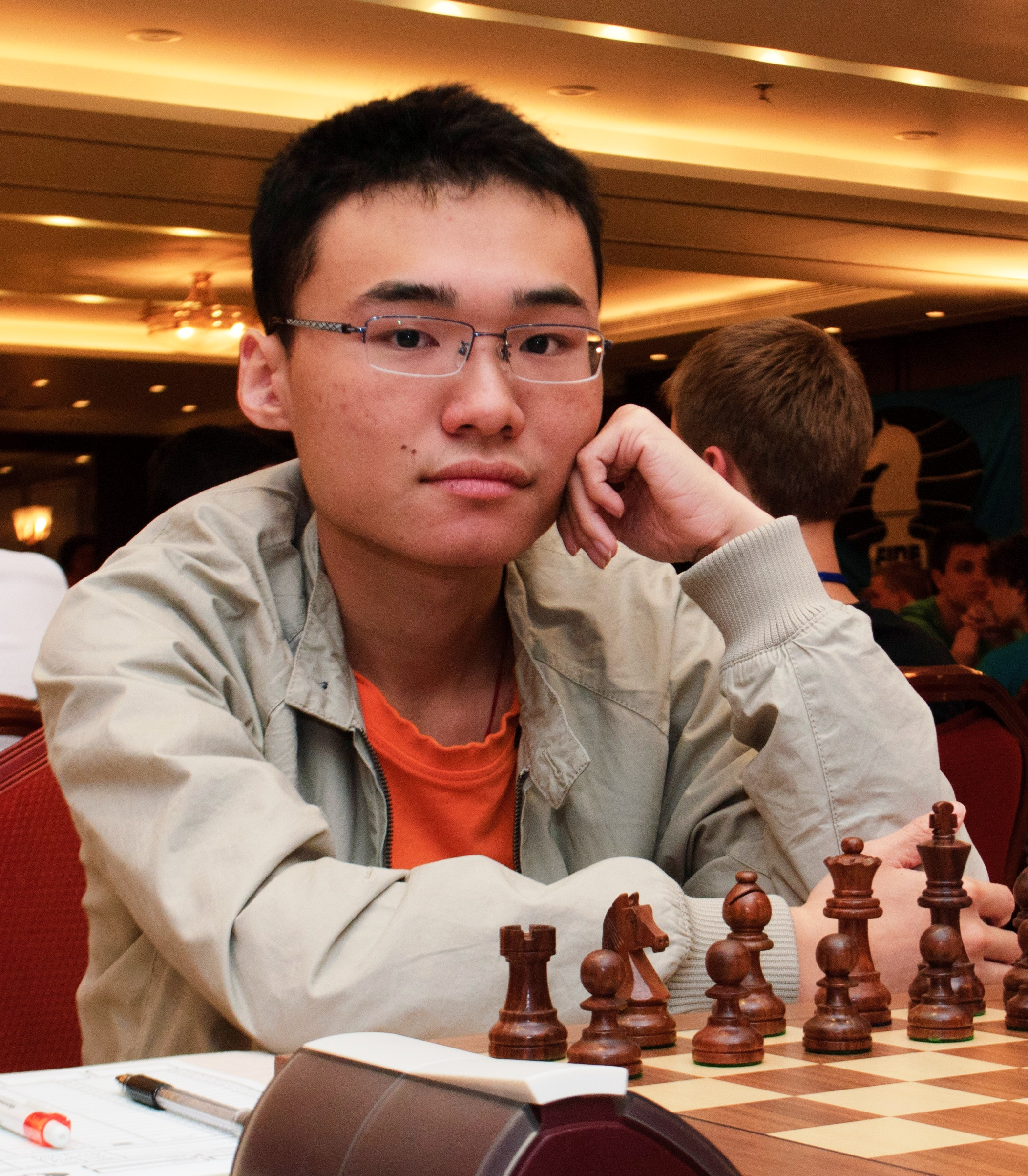
20-летний Юй Янъи, игравший на 3-й доске сборной Китая, показал лучший результат среди всех участников открытого турнира — 2912 очков рейтинга (9,5 очка из 11)

За право проведения турнира также боролся болгарский город Албена. Процедура голосования продолжалась несколько дней, и наконец, победили норвежцы с преимуществом 95 на 47 голосов.
Олимпиада включала открытый и женский турнир, а также ряд мероприятий, направленных на развитие игры в шахматы.
В составе сборной Норвегии на олимпиаде выступал чемпион мира Магнус Карлсен.
Контроль: 90 минут на первые 40 ходов, потом 30 минут до конца партии, с добавлением 30 секунд за каждый сделанный ход начиная с первого.
В турнире приняло участие рекордное количество команд — 177 (из 172 стран). Норвегия, как принимающая страна, была представлена тремя командами.
В списке участников олимпиады были: действующий чемпион мира и обладатель самого высокого рейтинга Магнус Карлсен (Норвегия), девять из десяти ведущих игроков из рейтинг-листа ФИДЕ (по состоянию на июль 2014 года) и четыре бывших чемпиона мира. Бывший чемпион мира Вишванатан Ананд был единственным игроком из первой десятки, который не принял участие в олимпиаде.
В открытом турнире (в сборных могли играть и мужчины, и женщины) победу одержала сборная Китая, сборная Венгрии показала второй результат, сборная Индии — третий.
В турнире женских команд первое место заняли шахматистки сборной России, второе место — сборной Китая, третье место — сборной Украины.
По индивидуальным показателям среди мужчин первый результат показал китаец Юй Янъи, а среди женщин — игрок сборной Грузии Нана Дзагнидзе.

## Составы команд

#### Китай
Ван Юэ, Дин Лижэнь, Юй Янъи, Ни Хуа, Вэй И

#### Венгрия
Леко, Ч. Балог, Алмаши, Раппорт, Ю. Полгар

#### Индия
Неги, Сетхураман, Сашикиран, Адхибан, Лалит Бабу

#### Россия
Крамник, Грищук, Свидлер, Карякин, Я. Непомнящий

#### Азербайджан
Мамедьяров, Раджабов, Р. Мамедов, Сафарли, Г. Гусейнов

#### Украина
Иванчук, Пономарёв, Эльянов, А. Коробов, Моисеенко

#### Куба
Л. Домингес, Брусон, Кесада, Ортис, Ю. Гонсалес

#### Армения
Аронян, Саркисян, Мовсесян, Вл. Акопян, Котанджян

#### Израиль
Гельфанд, Родштейн, Смирин, Сутовский, Постный

#### Испания
Вальехо, Антон Гихарро, Сальгадо, Ильескас, Р. Васкес

## Происшествия
- В женском турнире во встрече шахматисток из Зимбабве и Того был зафиксирован дурацкий мат[3].
- Во время партии последнего тура у участника сборной Сейшельских Островов Курта Мейера случился сердечный приступ, спасти его не удалось[4].
- После закрытия олимпиады участник команды Международного шахматного комитета глухих Алишер Анаркулов был найден мёртвым в своём гостиничном номере[5].